# الانتخابات الرئاسية التركية 1961
الانتخابات الرئاسية التركية لسنة 1961 جرت بتاريخ 29 أكتوبر 1961، حيث اجتمعت الجمعية الوطنية الكبرى لاختيار رئيس الجمهورية بعد الإطاحة بالرئيس جلال بايار وحكومة عدنان مندريس بانقلاب عام 1960، حيث تقدم للمنصب جمال كورسل قائد ما يسمى لجنة الوحدة الوطنية الانقلابي، اعقب ذلك الانقلاب حل والتضييق على الأحزاب السياسية كلها مما افضى لقتلى وجرحى، كان سبب هذا الانقلاب الدموي أسباب اجتماعية واقتصادية بالدرجة الأولى وأضفى عليه قادة الانقلاب علة ممارسة السلطة السياسية السابقة والمطاح بها أفعال تهيئ وتمس بعلمانية الدولة. حيث ان حزب أتاتورك أتهم بنفس التهمة. وعلى إثره تم بطريقة صورية وتحت التهديد عن انتخاب جمال كورسل رئيسا للجمهورية.

## التصويت
| إنتخاب رئيس الجمهورية التركية 29 أكتوبر 1961 | إنتخاب رئيس الجمهورية التركية 29 أكتوبر 1961 | إنتخاب رئيس الجمهورية التركية 29 أكتوبر 1961 | إنتخاب رئيس الجمهورية التركية 29 أكتوبر 1961 |
| -------------------------------------------- | -------------------------------------------- | -------------------------------------------- | -------------------------------------------- |
| عدد أعضاء المجلس                             | عدد أعضاء المجلس                             | عدد أعضاء المجلس                             | 638                                          |
| الحاضرون في التصويت                          | الحاضرون في التصويت                          | الحاضرون في التصويت                          | 607                                          |
| الغائبون عن التصويت                          | الغائبون عن التصويت                          | الغائبون عن التصويت                          | 31                                           |
| الأصوات الباطلة أو الإمتناع                  | الأصوات الباطلة أو الإمتناع                  | الأصوات الباطلة أو الإمتناع                  | 173                                          |
| المترشح                                      | الإنتماء الحزبي                              | النتيجة                                      | النسبة                                       |
| جمال كورسل                                   | مستقل                                        | 607                                          | 100%                                         |
| نسبة المشاركة                                | نسبة المشاركة                                | نسبة المشاركة                                | 95,1%                                        |